# Neil Dudgeon
| Neil Dudgeon                              | Neil Dudgeon                                                      |
| Kattints az alábbi külső linkek egyikére! | Kattints az alábbi külső linkek egyikére!                         |
| ----------------------------------------- | ----------------------------------------------------------------- |
| Nem található szabad kép.(?)              |                                                                   |
| külső link · jogvédett                    | John Barnaby szerepében a „Kisvárosi gyilkosságok” tévésorozatban |

Neil Dudgeon (Doncaster, Yorkshire megye, Anglia, 1961. január 2. –) angol filmszínész, számos brit televíziós sorozat szereplője. Magyarországon ismertebb alakítása John Barnaby rendőr-főfelügyelő a Kisvárosi gyilkosságok (Midsomer Murders) c. televíziós krimisorozat 2011 után forgatott évadaiban, a John Nettles által megformált Tom Barnaby főfelügyelő unokafivéreként és utódjaként.

## Életpályája
A Yorkshire megyei Doncasterben született, a Danum Academy középiskolában tanult. A színészettel először az iskolai színjátszó előadásokon került kapcsolatba. 1979–1982 között a Bristoli Egyetemen színészmesterséget tanult. 1987-ben debütált Stephen Frears Hegyezd a füled! (Prick Up Your Ears) c. bűnügyi filmdrámájának egyik mellékszereplőjeként (rendőrt alakított). A film valós történetet, Joe Orton angol drámaíró életét és meggyilkolását mutatja be Gary Oldman, Alfred Molina és Vanessa Redgrave főszereplésével.
A következő évben, 1988-ban a Piece of Cake c. tévésorozatban egy második világháborús harci pilótát alakított. 1989-től kezdve számos tévésorozatban kapott kisebb-nagyobb szerepeket (London’s Burning, Casualty, Lovejoy, stb). 1994-ben a A Touch of Frost c. bűnügyi tévésorozatban Costello rendőrbiztost játszotta, a főszereplő David Jason mellett.
1998–1999-ben Dudgeon feltűnt a Mrs. Bradley titokzatos esetei c. tévésorozatban is, mint George Moody, a sofőr. További rendőr-szerepek következtek: 2004-ben a Sherlock Holmes és a selyemharisnya esete c. krimiben Sherlock riválisát, Lestrade felügyelőt személyesítette meg. 2001–2005 között a Gyilkos megváltó horrofilmekben Duncan Warren detektív-felügyelőt játszotta. 2004-ben kis epizódszerepet (taxisofőrt) játszott a Bridget Jones: Mindjárt megőrülök! c. romantikus vígjátékban. 2006-ban a Manchesteri mindennapok (Sorted) c. tévésorozat egyik főszerepét kapta (Harry Goodwin-t). 2007-ben a Roman birodalma (Roman’s Empire) c. komédiában a címszereplő Roman Pretty milliárdost alakította. 2007-ben a Rémbo fia c. akcióvígjátékban főszerepet (Joshua), 2009-ben a Life of Riley sorozatban címszerepet kapott.
Az ITV társaság által 1997-ben elindított Kisvárosi gyilkosságok (Midsomer Murders) televíziós krimisorozatban fontos szerephez jutott. Először csak egy Daniel Bolt nevű „civil” mellékszereplőt játszott el a sorozat 4. évadának 1. epizódjában (A halál kertje / Garden of Death), 2000 szeptemberében. Ezt egy évtizednyi szünet követte. 2010 februárjában, a 13. évad 1. epizódjában, a Guillaume kardjában (The Sword of Guillaume) Dudgeon először mutatkozott be John Barnaby brightoni rendőrfelügyelő szerepében, a sorozat főszereplőjének, Tom Barnaby rendőr-főfelügyelőnek (John Nettles-nek) unokafivéreként, vele közös nyomozást folytatva. Az évad 8., záró epizódjában (Fit for Murder) Tom Barnaby nyugdíjba vonult, utódja a Dudgeon által megformált John Barnaby lett. 2011 márciusától, a 14. évad 1. epizódjától (Halálkanyar / Death in the Slow Lane) kezdve Dudgeon játssza a sorozat főszerepét, a pszichológus „beütésű”, sajátos humorú, fennkölt monologizálásra hajlamos rendőr-főfelügyelőt, akit gyakran társalog Sykes nevű kutyájával is. A sorozat magyar változatában Dudgeon szinkronhangját Kassai Károly adja.
Neil Dudgeon nős, felesége Mary Peate, a BBC rádiós műsorszerkesztője. Két gyermekük van.

## Filmszerepei
- 1987 : Hegyezd a füled! (Prick Up Your Ears) (rendőr)
- 1988 : London’s Burning tévésorozat (Garry)
- 1988 : Piece of Cake tévé-minisorozat (Moggy Cattermole)
- 1989 : Saracen tévésorozat (Jimmy)
- 1989 : Red King, White Knight tévéfilm (Vlassek)
- 1990 : A sors fogságában (Fools of Fortune) (Rudkin őrmester)
- 1987–1990 : Screenplay tévésorozat (Crowson, Brink)
- 1991 : Lovejoy tévésorozat (Graham Bentley rendőr-őrmester)
- 1991 : Casualty tévésorozat (Mick)
- 1991 : The Bill tévésorozat (Stanley Houseman)
- 1992 : Resnick: Lonely Hearts tévéfilm (William Doria)
- 1992 : Revolver tévéfilm (Eric Volkner)
- 1992 : Between the Lines tévésorozat (Alan Hanson rendőr-őrmester)
- 1992 : Nice Town tévé-minisorozat (Tom Edmonds)
- 1993 : Sharpe trófeája (Sharpe’s Eagle) tévésorozat (Gibbons)
- 1993 : Resnick: Rough Treatment tévéfilm (William Doria)
- 1994 : A Touch of Frost tévésorozat (Costello rendőrbiztos)
- 1994 : Screen Two tévésorozat (pap)
- 1994 : A Harmadik Birodalom (Fatherland) tévéfilm (rendőr)
- 1995 : The All New Alexei Sayle Show tévésorozat
- 1995 : Inspector Morse tévésorozat (David Michaels)
- 1996 : Határátlépés (Different for Girls) tévésorozat (Neil Payne)
- 1995–1996 : Out of the Blue tévésorozat (Marty Brazil rendőrbiztos)
- 1994–1997 : Common As Muck tévésorozat (Ken Andrews)
- 1997 : Breakout tévéfilm (Neil McFarlane)
- 1997 : Our Boy tévéfilm (Spence rendőrbiztos)
- 1997 : The History of Tom Jones, a Foundling tévé-minisorozat (bábos)
- 1998 : The Gift tévéfilm (David)
- 1999 : Négy apa (Four Fathers) tévéfilm (Vince Yallop)
- 1998–2000 : Mrs. Bradley titokzatos esetei (The Mrs. Bradley Mysteries) tévésorozat (George Moody)
- 2000 : Dirty Tricks tévéfilm (Dennis)
- 2000 : Breathtaking (Richard Jackson)
- 1998–2000 : The Canterbury Tales tévésorozat (a molnár hangja)
- 2000 : It Was an Accident (Holdsworth)
- 2001 : Gyilkos megváltó (Messiah) tévé-minisorozat (Duncan Warren rendőrfelügyelő)
- 2002 : Gyilkos ösztön (Murder in Mind) tévésorozat (Edward Buttimore)
- 2002 : Gyilkos megváltó 2. (Messiah 2: Vengeance Is Mine) tévé-minisorozat (Duncan Warren rendőrfelügyelő)
- 2003 : The Planman tévéfilm (Brian Richards)
- 2003 : The Return (Matt Dempsey)
- 2004 : Gyilkos megváltó 3. - Az ígéret (Messiah: The Promise) tévé-minisorozat (Duncan Warren rendőrfelügyelő)
- 2004 : Bridget Jones: Mindjárt megőrülök! (Bridget Jones: The Edge of Reason) (taxisofőr)
- 2004 : Sherlock Holmes és a selyemharisnya esete (Sherlock Holmes and the Case of the Silk Stocking) tévéfilm (Lestrade)
- 2005 : Messiah: The Harrowing tévé-minisorozat (Duncan Warren rendőrfelügyelő)
- 2005 : Rose and Maloney tévésorozat (Alan Richmond)
- 2006 : The Lavender List tévéfilm (Joe Haines)
- 2006 : The Street tévésorozat (Brian Peterson)
- 2006 : Manchesteri mindennapok (Sorted) tévésorozat (Harry Goodwin)
- 2006 : After 8 rövidfilm
- 2007 : Coming Up tévésorozat (Doktor)
- 2007 : Rémbo fia (Son of Rambow) (Joshua)
- 2007 : Roman birodalma (Roman’s Empire) tévésorozat (Roman Pretty)
- 2007 : Cherries rövidfilm (Phil O’Brien)
- 2007 : Coming Down the Mountain tévéfilm (John Philips)
- 2008 : A néma szemtanú (Silent Witness) tévésorozat (Paul Barker detektív)
- 2008 : Survivors tévésorozat (Sean)
- 2009 : Kingdom - Az igazak ügyvédje (Kingdom) tévésorozat (Terry)
- 2010 : The Arbor (Steve Saul)
- 2010 : The Nativity tévé-minisorozat (Joachim)
- 2011 : United (Alan Hardaker)
- 2009–2011 : Life of Riley tévésorozat (Jim Riley)
- 2012 : The Charles Dickens tévésorozat (Lord Shaftesbury)
- 2013 : Playhouse Presents tévésorozat (Jim)
- 2000–2014 : Kisvárosi gyilkosságok (Midsomer Murders) tévésorozat (John Barnaby / Daniel Bolt)

## További információ
- Neil Dudgeon a PORT.hu-n (magyarul)
- Neil Dudgeon az Internetes Szinkronadatbázisban (magyarul)
- Neil Dudgeon az Internet Movie Database-ben (angolul)
- Neil Dudgeon a Rotten Tomatoeson (angolul)
- Neil Dudgeon az AlloCiné weboldalán (franciául)
- Spotlight On: Neil Dudgeon (Életrajza, filmszerepei). acornmediauk.com. [2013. december 16-i dátummal az eredetiből archiválva]. (Hozzáférés: 2013. december 14.)